# Image (コンピレーション・アルバム)
『image』（イマージュ）は、Sony Records（初盤）→ソニー・ミュージックジャパン インターナショナル（ソニー・クラシカル）（再発）より、2000年8月23日に発売されたヒーリング・ミュージックを集めたコンピレーション・アルバム『image』シリーズ第1弾。規格品番：SRCR-2561（初盤）。

## 概要
CM/TV/映画での使用曲を集めた、日本企画によるコンピレーション･アルバム。
同年発売された『feel』（EMI、現・UMJ）と共にヒーリング・ミュージックブームの火付け役とされている。

## チャート成績
『image』シリーズ第1作となる本作は初回出荷6万枚・オリコン総合チャート初登場8位を記録。クラシック音楽のレコードレーベルから発売されたアルバムとして史上初のオリコン総合チャート1位を記録・注目された。オリコン集計の累計売上は約145万枚、シリーズ及びイージーリスニング音楽のアルバムとして最大のセールスを記録。本作発売以降、シリーズ数作も同社のアルバムチャートでTOP10入りを記録。累計売上（出荷）は160万枚。

## 収録曲
1. カール・ジェンキンス／霧の浅瀬 (3:09)
2. 葉加瀬太郎／エトピリカ (5:06)
  - 毎日放送/TBS系「情熱大陸」エンディングテーマ曲
  - 5分間の楽曲として完成させたものは本作が初収録となる[6]。
3. ヨーヨー・マ／リベルタンゴ (3:10)   
  - サントリー「ローヤル」CM曲
4. 盤古2001／異人回廊 (3:26) 
  - NHKスペシャル「中国異人回廊を行く」 テーマ曲
  - ※盤古2001とは日本・インドネシア・香港在住の3カ国のミュージシャンによる楽曲作成プロジェクト。
5. 加古隆／パリは燃えているか (5:02)   
  - NHKスペシャル「映像の世紀」テーマ曲
6. 羽毛田丈史／地球に乾杯 (3:49)   
  - NHK「地球に乾杯」テーマ曲
7. ゴンチチ／放課後の音楽室 (4:09)   
  - マンダム「ルシードエル」テーマ曲
8. ジェームズ・ホーナー／ローズ (2:53) 
  - 映画「タイタニック」テーマ曲
9. 古澤巌 & アサド兄弟／ニュー・シネマ・パラダイス (3:20) 
  - 映画「ニュー・シネマ・パラダイス」テーマカバー曲
10. シャルロット・チャーチ／ピエ・イエズ (3:25)   
  - ソニー「スーパーオーディオCD」CM曲
11. エンニオ・モリコーネ／愛を奏でて (3:05)  
  - 映画「海の上のピアニスト」テーマ曲
12. 加古隆／黄昏のワルツ (3:17)   
  - NHK「にんげんドキュメント」テーマ曲
13. 大島ミチル featuring 宮本文昭／風笛 (3:15) 
  - NHK連続テレビ小説「あすか」テーマ曲
14. ロドリーゴ・レアン & ヴォックス・アンサンブル／アヴェ・ムンディ (4:32)
15. 坂本龍一／BEFORE LONG (1:21)
16. 葉加瀬太郎 with 小松亮太／情熱大陸 (5:00) 
  - 毎日放送/TBS系「情熱大陸」メインテーマ曲
17. 鳥山雄司／The Song Of Life（New Version） (3:10) 
  - TBS系「世界遺産」テーマ曲